# Christian Georg von der Osten
Christian Georg von der Osten (1674 – 1735 i Mannheim) var en tysk-dansk officer.
Von der Osten var søn af Christian Günther von der Osten. 1694 blev han, 20 år gammel, kaptajn ved jyske Infanteriregiment, 1699 oberstløjtnant ved smålenske nationale, året efter ved Hausmanns hvervede Regiment i Norge, 1704 oberst og chef for et af de i kejserlig tjeneste stående danske regimenter (efter Johan Dietrich Haxthausen).
Osten deltog nu i felttogene i Ungarn, indtil det danske hjælpekorps 1709 blev kaldt hjem, hvornæst han fik afsked med som generalmajor, da han havde fået tilbud om at træde i russisk tjeneste som generalløjtnant. Som sådan udmærkede han sig bl.a. i Slaget ved Pruth 1711, men forlod siden Rusland, gik i Tyskland over til katolicismen og trådte i kurfyrsten af Pfalz' tjeneste. Som pfalzisk gehejmeråd døde han i Mannheim 1735.
Han havde 25. maj 1702 i København ægtet den 19-årige Anna Dorothea Gjedde, datter af admiral Frederik Eiler Gjedde. De havde mange børn, af hvilke en datter, Anna Susanne von der Osten, særligt gjorde sig bemærket, medens en anden ægtede den også fra sin virksomhed i Danmark bekendte general grev Claude-Louis de Saint-Germain. Sønnerne blev i Tyskland.